# Ridersmeeting
Een ridersmeeting is een bijeenkomst van coureurs bij een auto- of motorwedstrijd waarbij afspraken worden gemaakt met betrekking tot het wedstrijdverloop. 
Dit is vooral belangrijk bij bijzondere evenementen zoals een woestijnrally of een heuvelklim en dergelijke. 
Een ridersmeeting wordt ook wel een ridersbriefing genoemd.